# Douglas Applegate
Douglas Earl Applegate (Steubenville, 27 marzo 1928 – Brooksville, 7 agosto 2021) è stato un politico statunitense, membro della Camera dei Rappresentanti per lo stato dell'Ohio dal 1977 al 1995.

## Biografia
Nato e cresciuto a Steubenville, dopo gli studi Applegate trovò lavoro come agente immobiliare e successivamente entrò in politica con il Partito Democratico.
Nel 1960 venne eletto alla Camera dei Rappresentanti dell'Ohio e vi rimase per otto anni, fin quando venne eletto al Senato di stato dell'Ohio. Nel 1976 decise di candidarsi alla Camera dei Rappresentanti nazionale e riuscì a farsi eleggere deputato. Gli elettori lo riconfermarono per altri otto mandati, finché, dopo diciotto anni di servizio, Applegate annunciò il suo ritirò e lasciò il Congresso nel 1995.
Dopo aver lasciato la Camera, Applegate non ricoprì più alcun incarico politico.